# Brontofobia
A brontofobia é o medo de raios, trovões e tempestades.